# Outside Inside
Outside Inside è il sesto album in studio della band The Tubes, pubblicato dalla Capitol Records nel 1983. 
Le prime copie americane dell'album usavano lettere in rilievo per la tabella degli occhi sulla copertina. Questo rendeva le scritte difficili da leggere. Una versione successiva della copertina aveva la tabella degli occhi insieme alle informazioni sull'artista e sul titolo, stampate in rosso e blu.  

## Tracce
1. She is a Beauty – 4:01
2. No Not Again – 3:28
3. Out of the Business – 3:30
4. The Monkey Time – 3:54
5. Glass House – 3:31
6. Wild Women of Bongo – 3:57
7. Tip of My Tongue – 3:27
8. Fantastic Delusion – 3:54
9. Drums – 4:16
10. Theme Park – 4:03
11. Outside Lookin' Inside – 3:42